# F0rest
帕特里克·林伯格（瑞典語：Patrik Lindberg，1988年6月10日—），以化名f0rest著稱，是一位瑞典職業電競選手，他因為在競爭激烈的《絕對武力》領域有著長期卓越的表現而出名。林伯格自2005年展露頭角，作為全球頂尖的《絕對武力》玩家之一， 他在電子競技界已經享有盛名。林伯格最有名的是他在Fnatic的四年期間，他幫助Fnatic成為2009年最具優勢的隊伍，在此年當中，該隊打破了《絕對武力》歷史上收入最高隊伍的紀錄。2010年年底，林伯格離開Fnatic並加入SK Gaming，隨後，他在2012年7月離隊。不久之後，他加入睡衣忍者並轉投《絕對武力：全球攻勢》戰場。

## 職業生涯
2005年初，林伯格帶領著瑞典的新興隊伍Begrip Gaming，首次登上位在南韓的世界電子競技聯賽全球總決賽的國際舞台，展開了他的職業遊戲生涯。於此，Begrip擊敗其他所有隊伍，當中也包括上屆冠軍Catch-Gamers，並贏得5萬美元的獎金。繼這次的勝利之後，林伯格從高中輟學，專注於開創他的《絕對武力》生涯。2005年，林伯格入選《2005年電競奧斯卡》的「年度最佳新人」及「最佳《絕對武力》選手」獎項。2006年初，林伯格與他的隊友克里斯托弗·“Tentpole”·努德隆德（Kristoffer "Tentpole" Nordlund）一同離隊，並與Fnatic簽約成為該隊的固定成員。
林伯格在Fnatic的第一年相當成功，在海龜娛樂承認的賽事中，幫助隊伍贏得10萬美元的獎金。2006年，Fnatic在職業電子競技聯盟錦標賽、世界巡迴賽中奪冠，並在電子競技世界盃中取得銀牌。林伯格再次入圍電競奧斯卡並贏得年度最佳《絕對武力》選手獎。然而，Fnatic在2007至2008年間陷入低迷，隊伍沒能贏得任何的重大賽事，且僅拿下少數獎牌。該隊在2009年重新崛起，不過，隨著奧斯卡·“Archi”·托格森（Oscar "Archi" Torgersen）及奧斯卡·“ins”·霍爾姆（Oscar "ins" Holm）相繼離隊，隊伍隨後便招募來克里斯托弗·“GeT_Right”·奧勒松（Christopher "GeT_Right" Alesund）及拉斯穆斯·“GuX”·斯塔爾（Rasmus "GuX" Ståhl）。2009年，Fnatic在眾多隊伍中一枝獨秀，囊括了英特爾極限高手盃的全球挑戰賽、歐洲決賽及世界冠軍賽，以及2009年電子競技世界盃、首爾電子競技大賽（e-Stars Seoul）、KODE5與世界體育電子競技大師賽的冠軍。林伯格也贏得2009年電競奧斯卡的「年度最佳北歐區電子競技選手」獎項，但在「年度最佳電子競技選手」獎上輸給了隊友奧勒松。
然而，2010年賽季，Fnatic無法延續2009年的成功，烏克蘭隊伍Natus Vincere以22萬美元的獎金打破了他們的紀錄。經過了這個無法讓人留下深刻印象的賽季，林伯格與他的隊友奧勒松及斯塔爾打算讓SK Gaming的吉米·“allen”·艾倫（Jimmy "allen" Allén）和羅伯特·“RobbaN”·達爾斯特倫（Robert "RobbaN" Dahlström），來取代隊上的指揮帕特里克·“cArn”·薩特蒙恩（Patrik "cArn" Sättermon）和隊長哈雷·“dsn”·奧威爾（Harley "dsn" Örwall）。不過，這項決定並未獲批准，也讓林伯格與奧勒松離隊轉投SK Gaming。2011年初，SK起步緩慢，他們未能在第一場賽事IEM歐洲總決賽中留下令人深刻的印象，無法順利從小組賽晉級，而林伯格先前效力的隊伍則贏得了這場賽事。不過，SK Gaming很快地找回原先的表現，最終以當年第二高獎金隊伍的結果結束該季，僅輸給波蘭的ESC Gaming。
根據2012年7月26日的報導，SK Gaming深陷混亂，林伯格與總教練安東·布達克（Anton Budak）、隊友達爾斯特倫和奧勒松紛紛辭去了他們隊上的職務。據布達克表示，這次的離隊起因於SK不讓選手們參加2012年GameGune。2012年8月，林伯格加入睡衣忍者並轉投《絕對武力：全球攻勢》戰場，而奧勒松也再度成為他的隊友。從競爭激烈的《絕對武力：全球攻勢》起步，睡衣忍者成為最具主宰地位的隊伍，贏得了絕大部分他們所參與的賽事，同時更持有連續87張地圖獲勝的紀錄。睡衣忍者在2013年延續了他們2012年的優勢。林伯格和他的隊友皆曾打進5大25萬美元獎金的《絕對武力：全球攻勢》賽事總決賽，並在2014年8月贏得ESL One Cologne冠軍。